# Aziz Ouattara
Aziz Ouattara, né le 4 janvier 2001 à Abidjan en Côte d'Ivoire, est un footballeur ivoirien qui joue au poste de milieu défensif au KRC Genk.

## Biographie

### En club
Originaire de Côte d'Ivoire, Aziz Mohamed Ouattara est formé par l'ASEC Mimosas. En mai 2019 il est prêté avec option d'achat à l'Hammarby IF, en Suède. Il est transféré définitivement en décembre de la même année et signe un contrat de quatre ans,.
Le 1er avril 2021 il joue son premier match pour Hammarby, à l'occasion d'une rencontre de coupe de Suède contre le Trelleborgs FF. Il entre en jeu à la place de Darijan Bojanić et son équipe s'impose par trois buts à deux. Il inscrit son premier but en professionnel lors d'une rencontre de championnat face au Varbergs BoIS le 12 mai 2021. Titularisé au poste d'arrière droit ce jour-là, il égalise alors que son équipe était menée. Finalement Hammarby s'impose par trois buts à un.
Il remporte avec Hammarby la coupe de Suède en 2021, le premier titre du club dans cette compétition. Hammarby affronte le BK Häcken en finale le 30 mai 2021. Il entre en jeu lors à la place de Simon Sandberg lors de cette rencontre remportée par son équipe aux tirs au but.
Le 7 janvier 2022, durant le mercato hivernal, Aziz Ouattara rejoint le club belge du KRC Genk, signant un contrat courant jusqu'en juin 2026,.
Ouattara inscrit son premier but pour Genk le 17 janvier 2023, lors d'une rencontre de championnat face au KVC Westerlo. Titulaire au poste de milieu défensif, il ouvre le score de la tête et son équipe l'emporte par trois buts à deux.
En october 2024, Le Standard de Liège et le KV Malines se disputent la signature d'Aziz Ouattara. Les deux équipes souhaitent recruter le joueur ivoirien. Sa valeur marchande est de 1,5 million d’euros.

## Palmarès
Hammarby IF
- Coupe de Suède (1) :
  - Vainqueur : 2020-21.